# Burg Geisberg
Die Burg Geisberg, auch Geisburg genannt, ist eine abgegangene Höhenburg auf 277,2 m ü. NN  bei der Ortsgemeinde Burrweiler im Landkreis Südliche Weinstraße in Rheinland-Pfalz. Sie lag nordöstlich von Burrweiler auf dem Geisberg, der auch als Schlossberg bezeichnet wird.

## Geschichte
Im Jahr 1325 wird der Geisberg zusammen mit einem Weinberg von einem Burrweiler Ehepaar an das Kloster Eußerthal verkauft. Die kleine Höhenburg selbst wurde erst 1372 erstmals urkundlich genannt und befand sich seitdem in den Händen der Herren von Dahn, Ministeriale der Bischöfe von Speyer.
Sie wurde vermutlich im Bauernkrieg 1525 zerstört, denn 1544 wird eine Planung eines Wiederaufbaus der Burg urkundlich erwähnt. Dieser Wiederaufbau fand allerdings nicht statt, stattdessen errichteten die Herren von Dahn im Ortskern ein neues Schloss und ein Amtshaus (heute eine Winzergaststätte). Die Steine für den Neubau wurden teilweise auch aus der zerfallenen Geisburg geholt. Über die weiteren Jahre hinweg diente die Ruine auch der Bevölkerung als Steinbruch, bis auch die letzten Mauerreste verschwunden waren.
Seit 1977 steht auf dem Hügel ein Gedenkstein, aufgestellt von der Flurbereinigung Burrweiler.